# Up To You (SILENT SIRENの曲)
「Up To You feat. 愛美 from Poppin’Party」は、日本のガールズバンドSILENT SIRENの楽曲。2020年6月19日にユニバーサルミュージック内のレーベルEMI Recordsより配信リリースされた。

## 概要
BanG Dream!プロジェクトによる5人の声優からなるロックバンドユニットPoppin'Partyのボーカリスト愛美とのコラボ楽曲である。愛美とは、BanG Dream!プロジェクトの楽曲『NO GIRL NO CRY』以来約1年ぶりで2度目のコラボとなった。
発売日の翌日にLINE LIVEにて無観客でのライブが開催され、愛美も参加し同曲が演奏された。

## 収録曲と規格
- Up To You feat. 愛美 from Poppin’Party
  - 作詞:すぅ 作曲:クボナオキ